# Queendom (EP)
 (avril 2023).
La mise en forme du texte ne suit pas les recommandations de Wikipédia : il faut le « wikifier ».
Les points d'amélioration suivants sont les cas les plus fréquents. Le détail des points à revoir est peut-être précisé sur la page de discussion.
- Les titres sont pré-formatés par le logiciel. Ils ne sont ni en capitales, ni en gras.
- Le texte ne doit pas être écrit en capitales (les noms de famille non plus), ni en gras, ni en italique, ni en « petit »…
- Le gras n'est utilisé que pour surligner le titre de l'article dans l'introduction, une seule fois.
- L'italique est rarement utilisé : mots en langue étrangère, titres d'œuvres, noms de bateaux, etc.
- Les citations ne sont pas en italique mais en corps de texte normal. Elles sont entourées par des guillemets français : « et ».
- Les listes à puces sont à éviter, des paragraphes rédigés étant largement préférés. Les tableaux sont à réserver à la présentation de données structurées (résultats, etc.).
- Les appels de note de bas de page (petits chiffres en exposant, introduits par l'outil «  Source ») sont à placer entre la fin de phrase et le point final[comme ça].
- Les liens internes (vers d'autres articles de Wikipédia) sont à choisir avec parcimonie. Créez des liens vers des articles approfondissant le sujet. Les termes génériques sans rapport avec le sujet sont à éviter, ainsi que les répétitions de liens vers un même terme.
- Les liens externes sont à placer uniquement dans une section « Liens externes », à la fin de l'article. Ces liens sont à choisir avec parcimonie suivant les règles définies. Si un lien sert de source à l'article, son insertion dans le texte est à faire par les notes de bas de page.
- La présentation des références doit suivre les conventions bibliographiques. Il est recommandé d'utiliser les modèles {{Ouvrage}}, {{Chapitre}}, {{Article}}, {{Lien web}} et/ou {{Bibliographie}}. Le mode d'édition visuel peut mettre en forme automatiquement les références.
- Insérer une infobox (cadre d'informations à droite) n'est pas obligatoire pour parachever la mise en page.

Pour une aide détaillée, merci de consulter Aide:Wikification.
Si vous pensez que ces points ont été résolus, vous pouvez retirer ce bandeau et améliorer la mise en forme d'un autre article.
Albums de Red Velvet
The ReVe Festival: Finale
(2019) The ReVe Festival 2022 – Feel My Rhythm
(2022)
Singles
1. Queendom
Sortie : 16 août 2021

Queendom est le sixième EP coréen produit par le girl group sud-coréen Red Velvet. Celui-ci fut commercialisé comme le sixième " mini album " du groupe, il se compose de six titres, dont le premier titre Queendom représente le single de l'album. L'EP est sorti numériquement par SM Entertainment le 16 août 2021 et physiquement le 17 août 2021.

## Contexte et sortie
Le 9 juin 2021, SM Entertainment révèle que Red Velvet fera son retour en août avec un nouvel album. Du 26 juillet au 1er août, Red Velvet organise un événement promotionnel intitulé Queens Mystic General Store via son compte Instagram annonçant son septième anniversaire et à son retour prochain. L'événement promotionnel présente des accessoires utilisés dans leurs vidéoclips précédents et visait à accroître l'attente de l'annonce de leur retour et de la sortie de leur calendrier promotionnel. Le 2 août, il est indiqué que Red Velvet va sortir son sixième EP intitulé Queendom, contenant six titres. L'album est commercialisé par SM Entertainment comme le sixième mini album du groupe. Le 3 août, le calendrier promotionnel de leur retour est publié, qui comprend des photos, des affiches promotionnelles et un teaser du prochain clip vidéo de la chanson titre Queendom. L'EP sort numériquement le 16 août et physiquement le lendemain.

## Contenu
Queendom se compose de six chansons et intègre divers genres tels que la dance-pop, le R&B et la soul.
La chanson titre Queendom est décrite comme une chanson dance-pop avec une "atmosphère rafraîchissante". Le morceau de la face B Pose est décrite comme une chanson "up-tempo pop dance " avec une "ligne de basse énergique impressionnante" et une « batterie à changement rapide ».
Knock on Wood est décrit musicalement comme une chanson électro-punk "de conte de fées" avec des paroles qui sur l'amour ainsi que "l'acte de frapper du bois pour se porter chance".
Better Be est assimilable à une chanson "R&B pop pleine d'esprit" caractérisée par "les voix harmonieuses et les harmonies riches" de Red Velvet, les lyrics ont comme sujet le fait de "ne pas abandonner facilement face à la personne que l'on aime".
Pushin 'N Pullin est décrite comme une chanson "pop R&B à tempo moyen" avec un "message amical et doux" et des paroles qui "nous disent de faire confiance au temps que nous avons passé avec la personne qui nous aime face à l'anxiété grandissante".
Hello, Sunset est une " ballade R&amp;B au tempo lent" qui "crée un sentiment de mélancolie de fin d'été", caractérisée par un "rythme de batterie subtil, une guitare électrique rafraîchissante et une performance de piano harmonieuse" et des paroles sur une "confidence" sur le fait d'être ensemble avec des êtres chers.

## Réception critique
À sa sortie, Queendom reçoit un accueil critique positif de la part de la presse spécialisé. Sur Metacritic, qui attribue une note normalisée sur 100 aux notes des publications, l'album a reçu une note moyenne de 74 sur la base de 5 critiques, indiquant "des critiques généralement favorables".
Rhian Daly de NME décrit l'EP comme "jouant la sécurité; plongeant prudemment un orteil dans l'eau plutôt que de faire une grosse éclaboussure pour signaler leur retour". Joshua Minsoo Kim pour Pitchfork qualifie l'EP de "parfaitement adéquat, mais la sortie elle-même n'atteint jamais les anciens sommets du groupe" et "ne déborde pas d'excellence". Il a en outre ajouté que la chanson titre "offre rarement au filles la chance de faire étalage de leur prouesses vocales", estimant qu'elles sont "trop discrète" et "frustrante" tout en étiquetant d'autres chansons de l'EP "tout aussi peu ambitieuses, mais  quelques-unes de ses autres chansons ont au moins tout en ordre". Dans l'ensemble, il a déclaré que l'EP "faiblit et prospère dans la simplicité" et lui a attribué une note de 6,7 sur 10.
Ana Clara Ribeiro de PopMatters présente l'EP comme une crème brûlée, comparant "la simplicité et l'accessibilité dans son goût" du dessert à la musique de Red Velvet. Dans l'ensemble, elle a déclaré que l'EP "toutes les chansons de Queendom ne seront pas les plus écoutées par les fans, et ce n'est pas parce qu'aucune de ces chansons n'est mauvaise" tout en expliquant que nous "ne mangeons pas de dessert car nous avons besoin de nutriments de base pour notre corps" mais parce que nous voulons "goûter quelque chose de délicieux et Queendom a un goût délicieux". JT Early de Beats Per Minute décrit l'EP comme "un projet d'été qui tue explorant les thèmes de la liberté, de la romance et des obstacles qui l'accompagnent". et a déclaré que l'EP "coche toutes les cases que les fans voudraient" et a "une grande valeur de relecture".

### Classements de fin d'année
| Critique/Publication | Liste                                     | Rang | Ref.   |
| -------------------- | ----------------------------------------- | ---- | ------ |
| PopMatters           | Top 20 des meilleurs albums K-pop de 2021 | 14   | [ 21 ] |

## Performances commerciales
En Corée du Sud, l'EP fait ses débuts au numéro 2 du Gaon Album Chart dans le numéro du 15 au 21 août 2021. Au Royaume-Uni, l'EP fait ses débuts au numéro 17 sur les albums numériques britanniques dans le numéro des charts du 20 août 2021.
Au Japon, l'EP fait ses débuts au numéro 41 sur Billboard Japan Hot Albums dans le numéro des charts du 25 août 2021. Aux États-Unis, l'EP fait ses débuts aux numéros 16 et 11 du palmarès Billboard ' s Heatseekers Albums et World Albums, respectivement, dans le numéro du 28 août 2021,.

## Distinctions
| Cérémonie                        | Année | Décerner                             | Résultat | Ref. |
| -------------------------------- | ----- | ------------------------------------ | -------- | ---- |
| Prix de la musique pop asiatique | 2021  | Meilleur album de l'année (étranger) | [ 28 ]   |      |
| Disque d'or                      | 2022  | Album Bonsang                        | [ 29 ]   |      |

## Liste des pistes
| 1. | Queendom                                                    | Jo Yoon-kyung           | - Kenzie - Mike Daley - Mitchell Owens - Nicole Cohen                              | minGtion (밍지션)                                                                  | 3:01 |
| 2. | Pose                                                        | Lee Seu-ran             | - Fabian Torsson - Harry Sommerdahl - Ylva Dimberg - Moa "Cazzi Opeia" Carlebecker | - Fabian Torsson - Harry Sommerdahl - Ylva Dimberg - Moa "Cazzi Opeia" Carlebecker |      |
| 3. | Knock on Wood                                               | Choi Bo-ra (153Joombas) |                                                                                    | - Jonatan Gusmark (Moonshine) - Ludvig Evers (Moonshine)                           |      |
| 4. | Better Be                                                   |                         |                                                                                    | - Skylar Mones - Andreas Öberg                                                     |      |
| 5. | Pushin' N Pullin                                            | Kenzie                  | - Kenzie - Mike Daley - Mitchell Owens - Nicole Cohen                              | - Mike Daley - Mitchell Owens                                                      |      |
| 6. | Hello, Sunset (다시 여름; Dasi Yeoreum; lit. Again, Summer) | Choi Bo-ra (153Joombas) | - Sam Klempner - Noémie Legrand - Dewain Whitmore Jr.                              | Sam Klempner                                                                       |      |

## Personnel
Crédit adapté des notes de pochette de l'EP.
Les musiciens
- Red Velvet (Irene, Seulgi, Wendy, Joy, Yeri) – vocals (all tracks), Chœurs(all tracks)
- Jo Yoon-kyung – Paroles coréenne(titre 1)
- Lee Seu-ran – Paroles coréenne(titre 2)
- Seo Ji-eum – Paroles coréenne(titre 3)
- Kim In-hyeong (Jam Factory) – Paroles coréenne(titre 4)
- Kenzie – Paroles coréenne(titre 5), Chœurs(titre 5)
- Choi Bo-ra (153Joombas) – Paroles coréenne(titre 6)
- minGtion – composition (titre 1), arrangement (titre 1), basse (titre 1), piano (titre 1), synthétiseur (titre 1)
- Anne Judith Stokke Wik – composition (titre 1), Chœurs(titre 1)
- Moa "Cazzi Opeia" Carlebecker – composition (titre 1–3), arrangement (titre 2), Chœurs(titres 1–3)
- Ellen Berg – composition (titres 1, 3), Chœurs (titres 1, 3)
- Fabian Torsson (sv) – composition (titre 2), arrangement (titre 2)
- Harry Sommerdahl (sv) – composition (titre 2), arrangement (titre 2)
- Ylva Dimberg – composition (titre 2), arrangement (titre 2), Chœurs(titre 2)
- Moonshine – composition (titre 3), arrangement (titre 3)
- Andreas Öberg – composition (titre 4), arrangement (titre 4)
- Skylar Mones – composition (titre 4), arrangement (titre 4)
- Michele Wylen – composition (titre 4)
- Mike Daley – composition (titre 5), arrangement (titre 5)
- Mitchell Owens – composition (titre 5), arrangement (titre 5)
- Nicole Cohen – composition (titre 5)
- Sam Klempner – composition (titre 6), arrangement (titre 6)
- Noémie Legrand – composition (titre 6)
- Dewain Whitmore Jr. – composition (titre 6)
- Mike Park – Percussion (titre 6)

| Classement (2021)                                 | Meilleure position |
| ------------------------------------------------- | ------------------ |
| Australian Digital Albums (ARIA)                  | 17                 |
| Belgique (Flandre Ultratop)                       | 143                |
| Finnish Physical Albums (Suomen virallinen lista) | 8                  |
| Japan Hot Albums (Billboard Japan)                | 23                 |
| Japanese Albums (Oricon)                          | 11                 |
| South Korean Albums (Gaon)                        | 2                  |
| UK Digital Albums (OCC)                           | 17                 |
| US Heatseekers Albums (Billboard)                 | 16                 |
| US World Albums (Billboard)                       | 11                 |

| Classement (2021)          | Meilleure position |
| -------------------------- | ------------------ |
| Japanese Albums (Oricon)   | 33                 |
| South Korean Albums (Gaon) | 4                  |

| Chart (2021)               | Position |
| -------------------------- | -------- |
| South Korean Albums (Gaon) | 37       |

## Certifications et ventes
| Pays              | Ventes  | Certifications |
| ----------------- | ------- | -------------- |
| Corée du Sud Gaon | 363 602 | ( Platine)     |
| Japon             | 12 452  | -              |

## Historique des versions
| pays         | Date            | Format                         | Label          |
| ------------ | --------------- | ------------------------------ | -------------- |
| Autres       | August 16, 2021 | - Digital download - streaming | - SM - Dreamus |
| Corée du Sud | August 17, 2021 | CD                             | - SM - Dreamus |